# Taça da Liga de Futsal de 2015–16
A edição da Taça da Liga de Futsal referente à época de 2015/2016 decorreu entre 7 de Janeiro de 2016 (Quartos-de-final) - e 10 de Janeiro de 2016, data em que se disputou a final a qual teve lugar no Pavilhão Dr. Salvador Machado, Oliveira de Azeméis.  

## Taça da Liga de Futsal 2015/2016

### Final
| Final                   | Final                          |
| ----------------------- | ------------------------------ |
| Sporting CP – AD Fundão | 2 – 0 (Diego Cavinato 13’ 30’) |

### Meias-Finais
| AD Fundão – SL Olivais | 2 – 2 (5 – 3) g.p. (Anilton Varela 14’ Liléu 37’ – Dura 37’ João Marçal 39’)                                         |
| Sporting CP – Modicus  | 5 – 2 (Rodolfo Fortino 13’ 39’, Caio Japa 21’, Diego Cavinato 33’, João Matos 37’ – Ricardinho 17’ Óscar Santos 18’) |

### Quartos-de-Final
| SC Braga – Modicus      | 3 – 3 (0 – 1) g.p. (André Machado 14’ Paulinho Roxo 25’ 33’ – Fábio Norinho 28’ Tiago Brito 39’ (o.g.) Ricardinho 39’) |
| SL Olivais – Belenenses | 3 – 1 (Jander 9’ 31’ Giló 19’ – Dário Sá 19’)                                                                          |
| Sporting CP – Burinhosa | 4 – 3 (Rodolfo Fortino 4’, Diogo 7’ 12’, Fábio Lima 30’ – Bruno Cintra 8' Tiago Moreira 36’ Marquinhos 39’)            |
| SL Benfica – AD Fundão  | 0 – 1 (Anilton 39’) |